# Centar Sarajewo
FC Centar – bośniacki klub futsalowy z siedzibą w mieście Sarajewo, obecnie występuje w najwyższej klasie rozgrywkowej Bośni i Hercegowiny.

## Sukcesy
- Mistrzostwo Bośni i Hercegowiny (5): 2008, 2010, 2014, 2015, 2016
- Puchar Bośni i Hercegowiny (3): 2009, 2012, 2018